# Janina Wawrzak
Janina Wawrzak (ur. 8 lutego 1958) – polska lekkoatletka, medalistka mistrzostw Polski.

## Kariera sportowa
Była zawodniczką Budowlanych Szczecin.
Na mistrzostwach Polski seniorów na otwartym stadionie zdobyła jeden medal: srebrny w siedmioboju w 1979. 
Rekord życiowy w rzucie oszczepem: 49,22 (16.09.1979), w siedmioboju – 4865 (15–16.09.1979 – według tabel ówcześnie obowiązujących).